# Запорожская сечь (фильм, 1911)
Запорожская сечь — российский полнометражный фильм 1911 года, совместное производство кинокомпаний «Родина» и «Южнорусского синематографического акционерного общества Сахненко, Щетинин и Ко». Самый первый украинский национальный игровой фильм. Фильм считается утерянным.

## История
В 1911 году две созданные в Екатеринославе кинокомпании — «Южнорусское синематографичне акционерное общество Сахненко, Щетинин и Ко» и «Южнорусское ателье „Родина“» начали свою кинопроизводственную деятельность с фильма «Запорожская Сечь».
В сентябре 1911 года в киевском еженедельнике «Засів» появилась заметка: 

«Известная кинематографическая фирма братьев Пате хочет выпустить картину „Нападение татар на Запорожскую Сечь“. Чтобы эта картина имела настоящий вид, фирма хочет устроить показательный бой на берегу Днепра, на месте бывшей Сечи. С этой целью агенты фирмы исследовали Днепр на всём протяжении между Александровском и Екатеринославом и остановились на Лоцманской Каменке, как наиболее подходящем месте. На берегу Днепра на скорую руку строятся курень, хаты и тому подобное. Почти половина крестьян села приглашены для участия „в бою“. Для всех, принявших участие „в бою“, фирма сшила соответствующие костюмы. Бой этот должен был состояться 14 сентября».

Порог, предположительно Кодакский

Картина снималась при участии потомков запорожских казаков в с. Лоцманская Каменка (ныне — часть города Днепр). Это место сочли наиболее уместным для съёмок, исследовав Днепр в промежутке от Екатеринославе до Александровска. Здесь начинались днепровские пороги. Первый из них — Кодакский — был взят в кадр.
Газеты писали, что в батальных сценах участвовали около 400 душ с пушками и лодками. Режиссёром и оператором фильма выступил Даниил Сахненко.
Самого сценария не было. Существовал лишь список отдельных, главных эпизодов, напоминавший либретто. Вот описание одного из эпизодов:

«Тихое украинское село. Мирно трудятся люди. Внезапно нападают татары, поджигают хаты, убивают всех, кто пытается обороняться, грабят, опустошают село. Предводитель разбойников — турецкий паша — привязал к плетню коня и побежал к хате, где спрятались девчата. Парень прыгнул с сарая, отвязал коня, вскочил на него и помчался на Сечь — сообщить о татарском нападении. За парнем бросились вдогонку татары. Неистовая погоня, вот-вот настигнет парня татарская конница, но он внезапно повернул в лес и исчез… Татары рассыпались по лесу, но парня нет, словно он сквозь землю провалился. Преследователи возвращаются в село за добычей…»
Консультировал съёмочную группу историк Дмитрий Яворницкий. Он, как директор городского исторического музея и человек, увлекающийся историей и исследующий запорожское казачество предоставил в распоряжение съёмочной группы образцы старинной одежды, оружия и утвари. Музыку для фильма написал известный екатеринославский дирижёр Александр Харитонович Векслер-Стрижевский. Декорации создал художник-самоучка Елисей Шаплык — отчим украинского актёра и кинорежиссёра Арнольда Кордюма, который и сыграл в фильме парня, убегавшего от татар на Сечь.

## Современный статус
До сегодняшнего времени фильм «Запорожская Сечь» не был найден. 4 кадра из фильма считаются единственными доступными материалами.
Однако днепропетровский киновед Николай Чабан надеется, что в архивах фирмы Pathé (на плёнке которой снят фильм) сохранились фрагменты, а возможно фильм целиком. Потому поиски продолжаются по сей день общественностью.